# Isengard (groupe suédois)
Pour les articles homonymes, voir Isengard (homonymie).
Isengard est un groupe suédois de power metal mélodique, originaire de Vikingstad. Il est formé en 1988 par les frères Uffe et Janne Tillman. Janne quitte le groupe en 2004. Le nom du groupe fait référence à l'Isengard dans le Seigneur des anneaux de J. R. R. Tolkien.

## Historique
Le groupe est formé en novembre 1988 par les frères Uffe et Janne Tillman. En 1991, ils sont rejoints par le guitariste Ronnie Andrêson. En 1992, ils recrutent le chanteur Anders « Gurra » Gustavsson et enregistrent une première démo intitulée Atomic Winter. Dans la même année, Gustavsson quitte le groupe et est remplacé par Andreson. 
En 1993, les trois membres du groupe signent un contrat avec le label danois Bums Records, et enregistrent l'album Feel No Fear. En raison de certains problèmes avec leur maison de disques, leur album n'est pas publié avant 1994. L'album fait participer le chanteur Tony « Odin » Ulvan. Under the Dragons Wing est publié en 1995 comme album promotionnel, grâce auquel ils se popularisent en dehors de la Suède. En 1996 sort Enter the Dragon Empire. Après cet album, Odin quitte le groupe, non intéressé par le power metal. Beaucoup plus tard, en 2001, sort l'album Crownless Majesty. Après quelques concerts, ils connaissent de nouvelles turbulences en matière de formation. En 2004, le groupe annonce sa séparation après douze d'activité.
Le groupe se reforme en 2011. Le groupe annonce sa séparation le 26 mai 2016.

## Membres

### Derniers membres
- Uffe Tillman - batterie (1988-2001, 2011-2016)
- Fredrik « Sinep » Broman - chant, guitare (1988-1991), guitare (2011-2014), basse (2014-2016)
- Ronnie Andréson - guitare (1991-2001, 2011-2016), chant (1992-1994)
- Peter Högberg - chant (2011-2016)
- Peo Lövholm - claviers (2013-2016)
- Helena Åström - chant (2013-2016)

### Anciens membres
- Janne « Goat » Tillman - basse (1988-2001, 2011-2014)
- Anders « Gurra » Gustavsson - chant (1992)
- Tony « Odin » Ulvan - chant (1994-1996)
- Tommy Adolfsson - chant (1996-1997)
- Linus Melchiorsen - chant (1998-2000)
- Morgan J. Johansson - chant (2001)